# Zdislava Pokorná
Zdislava Pokorná (* 1997 Praha) je česká investigativní novinářka působící v Deníku N, která se zaměřuje na mapování klientelistických skupin a kauzy ekonomického dosahu. Za svou činnost obdržela Novinářské ceny za rok 2022 a 2024.

## Vzdělání
Vyrůstala v Jičíně, kde studovala na gymnáziu. Na Národohospodářské fakultě Vysoké školy ekonomické v Praze absolvovala v roce 2023 bakalářský studijní program národní hospodářství.

## Novinářská kariéra
Jako novinářka působila v redakcích Seznam Zprávy a iROZHLASu. V roce 2021 nastoupila do redakce Deníku N, kde o rok později publikovala sérií investigativních zjištění týkajících se působení kancléře Vratislava Mynáře a poradce Martina Nejedlého na Pražském hradě. Za analytickou reportáž Jak Mynář a Nejedlý řeší na Hradě vlastní byznys získala Novinářskou cenu veřejnosti za rok 2022. O prezidentu republiky Miloši Zemanovi a jeho nejbližším okolí napsala knihu Zemanovo finále. Na jejím základě vzniklo v divadle DISK představení Zadním vchodem na Hrad.
V Deníku N se zabývá korupcí a klientelismem v regionech, a to v rámci projektu Mapa vlivu. Na základě série textů týkajících se hnutí ANO 2011 došlo k několika změnám v politických funkcích, například poslanec Jan Richter ukončil svou činnost jako volební manažer hnutí ANO. Popsala také kauzy v Mostě, Chomutově a Litvínově, odchod Jiřího Šolce z funkce náměstka libereckého primátora.
Publikovala sérii textů týkajících se generálního ředitele České televize Jana Součka, které upozorňovaly na personální a provozní okolnosti jeho vedení. Souček byl odvolán Radou ČT v květnu 2025. V témže měsíci jako první informovala o bitcoinové kauze, když uvedla, že od Tomáše Jiřikovského, odsouzeného za obchod s drogami, přijalo ministerstvo spravedlnosti dar v přibližné výši jedné miliardy korun. Aféra vyústila v rezignaci ministra spravedlnosti Pavla Blažka a hlasování o vyslovení nedůvěry Fialově vládě.

## Ocenění
- 2023: Novinářská cena za rok 2022 v kategorii Česko-slovenská cena veřejnosti za reportáž Jak Mynář a Nejedlý řeší na Hradě vlastní byznys[5]
- 2025: Novinářská křepelka za rok 2024, za originální přístup, systematičnost a cílevědomost.[18]